# مارکس تی
مارکس تی (به انگلیسی: Marks Tey) یک روستا و محله مدنی در بریتانیا است که در کولچستر واقع شده‌است. مارکس تی ۲٬۵۵۱ نفر جمعیت دارد.